# Няводы
Няводы — посёлок в Виноградовском районе Архангельской области. Входит в состав Рочегодского сельского поселения.

## География
Посёлок Няводы расположен в центре Виноградовского района, в юго-восточной части Клоновского заказника, на северо-восточном берегу озера Большое Няводское.

## Население
| 2000 | 2002 | 2006 | 2009 | 2010 | 2012 |
| ---- | ---- | ---- | ---- | ---- | ---- |
| 51   | ↘37  | ↘28  | ↘12  | ↘0   | →0   |

По данным Всероссийской переписи населения 2010 года в деревне не было постоянного населения. В 2009 году в деревне числилось 12 чел., из них — 9 пенсионеров. В 2006 году в посёлке Няводы было 28 человек, в 2002 году — 33 человека (русские — 82 %). В 2000 году проживал 51 человек, в 1992 году в посёлке было более 100 человек.

### Карты
- Няводы. Публичная кадастровая карта. Архивировано из оригинала 5 марта 2016 года.
- [mapp38.narod.ru/map1/index39.html P-38-39,40. (Лист Рочегда)]
- Няводы на Wikimapia Архивировано 25 августа 2011 года.